# Dovško
Dovško – wieś w Słowenii, w gminie Krško. W 2018 roku liczyła 235 mieszkańców.